# عبدالظاهر قدیر
عبدالظاهر قدیر (زاده ۱۳۵۳ ولایت ننگرهار) سیاستمدار افغانستانی و نماینده مردم ولایت ننگرهار در دوره شانزدهم مجلس نمایندگان است. وی در مجلس شانزدهم نمایندگان افغانستان عضو کمیسیون می‌باشد.

## زندگی‌نامه
عبدالظاهر قدیر زاده ۱۳۵۳ از ولایت ننگرهار است. عبدالظاهر قدیر فرزند عبدالقدیرخان که در زمان حیات در سمت معاون اول ریاست جمهوری٬ وزیر فوائد عامه و والی ننگرهار بود و در سال ۱۳۸۱ به قتل رسید بود. وی تحصیلات متوسطه خود را مکتب قرطبه پاکستان به اتمام رسانید و برای مدتی در عربستان تعلیمات دینی را فرا گرفت و تحصیلات حقوقی خود را در پاکستان تمام کرد. در زمان سقوط حکومت مجاهدین در یک جنگ در منطقه شینوار به دست طالبان گرفتار شد به زندان افتاد. وی پس از ۲۸ ماه حبس در زندان‌های طالبان توانست از آنجا فرار کرده و به ایران برود. وی پس از سقوط طالبان در سمت‌های نظامی و مبارزه با مواد مخدر مشغول به فعالیت شد. 

## دیگر فعالیت‌ها
دیگر فعالیت‌های وی:
- تأسیس سازمان اجتماعی کاروان صلح.
- نائب اول پارلمان افغانستان.
- ژنرال پلیس مرزی/سرحدی.
- رئیس انستیتوت کامپیوتر ساینس و زبان انگلیسی موسوم به رڼا.
- رهبر و بنیانگذار گروه پارلمانی «ائتلاف حمایت از قانون».